# Juan José de Herrera
Juan José de Herrera (Montevideo, 15 de octubre de 1832-1 de diciembre de 1898) fue un político uruguayo, uno de los fundadores del Partido Nacional. Sus padres fueron Luis de Herrera y María Inés Pérez Muñoz y su hermano fue Luis Pedro Herrera. Casado con Manuela Quevedo y Antuña. Su hijo Luis Alberto de Herrera fue uno de los caudillos históricos del Partido Blanco.

## Biografía
Herrera tenía 8 años cuando sus padres se mudaron a Europa, escapando de la Guerra Grande ocurrida entre 1839 y 1851, siendo educado en algunos colegios privados de París. Regresó al continente americano en 1851 con avanzados estudios de Derecho, y se radicó en Buenos Aires. Allí trabajó en el estudio de Dalmacio Vélez Sarsfield, experiencia que influyó en su formación. Cuando regresó a Uruguay se recibió de abogado en 1854 y dos años después fue elegido diputado por el Partido Blanco en representación de Canelones. En 1856 trabajó junto a Andrés Lamas en Río de Janeiro, donde este debía desarrollar una gestión diplomática. El viaje generó entre ambos fuertes lazos de amistad que se rompieron en 1865 con ocasión de las negociaciones políticas para poner fin a la Cruzada Libertadora de 1863. 
Durante la rebelión de 1858 de los "Conservadores" colorados liderados por César Díaz, vivió la tragedia de la muerte de su hermano Luis Pedro. Si bien no hay pruebas de que haya influido en la decisión que dio lugar a Hecatombe de Quinteros, justificó la matanza como una acción de justicia proclamando que "los que no somos ni blancos ni colorados". Por entonces militaba dentro de las filas "fusionistas" y negaba su adscripción a cualquiera de las divisas tradicionales. 
Defensor de Pobres en lo Criminal desde 1858, se ganó luego la confianza del presidente Bernardo Prudencio Berro quien le confió la misión de representar a Uruguay ante el gobierno paraguayo, con objeto de lograr el apoyo de este ante la agresividad creciente de la administración de los unitarios en Argentina y de los reclamos por asuntos de esclavitud del Imperio del Brasil. Herrera viajó a Asunción del Paraguay en febrero de 1862 y regresó en octubre de 1863, estando el Uruguay en plena guerra civil desatada por Venancio Flores. Bernardo Prudencio Berro luego lo designó ministro de Relaciones exteriores. Cuando Atanasio Cruz Aguirre ascendió a la presidencia lo mantuvo en esa cartera hasta septiembre de 1864, cuando fue sustituido por Antonio de las Carreras. 
Producida la victoria de Venancio Flores en 1865, Herrera se exilió en Argentina y, al igual que otras personalidades de ese tiempo, renunció definitivamente a sus "posiciones fusionistas" se adhirió a las filas del Partido Blanco. Integró la Junta de Guerra que dirigió políticamente, desde la capital argentina, la Revolución de las Lanzas (1870-1872), lo que motivó una protesta del gobierno de Lorenzo Batlle. 
El gobierno argentino internó entonces a Herrera en la localidad de Chivilcoy, pero ello no le impidió continuar con su labor política. Fue factor decisivo en la concreción de la paz de abril de 1872 y, tras regresar a Uruguay, fue elegido diputado por San José y se convirtió de inmediato en una de las figuras más influyentes del "principismo". En julio de 1872 se fundó el Club Nacional, origen del que sería luego Partido Nacional, que terminaría por identificarse con el Partido Blanco; Juan José de Herrera en este proceso tuvo una señalada influencia. 
Al producirse el golpe Estado contra José Eugenio Ellauri, que inició el " militarismo", fue incluido entre los deportados de la barca Puig. Como la mayoría de sus compañeros del ocasional infortunio, regresó a Buenos Aires y trabajó intensamente en la preparación de la Revolución Tricolor. Durante la presidencia de Francisco Antonino Vidal Silva, cobertura legal de la dictadura de Máximo Santos, se le ofreció la jefatura política de Canelones, pero la rechazó. 
Herrera tuvo actuación protagónica en la organización de la llamada Revolución del Quebracho en 1886. Presidió el Directorio del Partido Nacional, y fue elegido diputado por Montevideo en 1887. Mantuvo una cerrada oposición al gobierno de Herrera y Obes, denunciando reiteradas veces los fraudes electorales. Volvió a exiliarse en Buenos Aires e integró la Junta de Guerra que pretendió conducir políticamente la Revolución de 1897, liderada militarmente por el caudillo blanco Aparicio Saravia y por Diego Lamas. Regresó después de la firma del Pacto de la Cruz y apoyó el golpe de Estado de Juan Lindolfo Cuestas, por lo que fue designado miembro del Consejo de Estado que sustituyó al Parlamento.